# Parada Providência
A Parada Providência é uma das estações do VLT Carioca, situada no Rio de Janeiro, entre a Parada Gamboa e a Parada Harmonia. Faz parte da Linha 1, apenas no sentido Terminal Intermodal Gentileza–Santos Dumont.
Foi inaugurada em 4 de junho de 2017. Localiza-se na rua da Gamboa. Atende os bairros da Gamboa e do Santo Cristo.